# Cyfer
Cyfer (pe numele său adevărat Adrian-Călin Țurcanu) (n. 3 septembrie 1975, Constanța) este un chitarist și cântăreț român. Este cunoscut ca lider al trupei de blues rock Cyfer's Sin, grup pe care l-a fondat în 2005. A fost membru în trupa Trenul de Noapte și este îndrumător de chitară în București.
Cyfer a început să cânte la chitară la 15 ani și în adolescență a evoluat în diverse trupe de death metal. Ulterior, s-a orientat spre blues rock și a devenit chitarist în trupa Fernet Blues Band din Brașov. În 2003 și 2004, a colaborat cu muzicianul american Terry Lee Burns. Cyfer este din 2006 gazda unui eveniment săptămânal, numit Open Microphone cu Cyfer sau 'Ia-ți chitara și vino să cânți cu... Cyfer', în care scena este deschisă pentru muzicienii care doresc să se afirme.

## Influențe Muzicale
La vârsta de 6 ani, Cyfer a fost impresionat de Elvis Presley. În adolescență, trupele sale preferate erau Led Zeppelin, Fleetwood Mac, Jimmy Hendrix, The Groundhogs, formații puternic influențate de blues-ul american.
Când cânta în trupa Fernet Blues Band, în repertoriul alcătuit de Cyfer dominau compozițiile standard de blues, scrise de Muddy Waters, John Lee Hoker sau Howlin Wolf.
În concertele cu Cyfer's Sin se pot auzi în special influențe blues și funk, dar acestea pot merge până la world music.
Postul de radio Smart FM îl consideră pe Cyfer un geniu al improvizației și îl plasează pe locul 9 în topul celor mai valoroși chitariști români.

## Cyfer's Sin
Cyfer's Sin este un trio de rock format de Cyfer împreună cu Doru Diaconu și Alex Lambrino. Cei trei muzicieni s-au cunoscut, au avut o primă repetiție și primul concert în aceeași zi, 30 septembrie 2005. Live, formația este un adevărat jam-band, unele piese fiind combinate cu lungi improvizații de blues, funk, jazz sau psihedelic. În 2008, Cyfer's Sin a colaborat cu Mircea Horvath (clape).

### Componență Actuală
- Cyfer (chitară, voce)
- Doru Diaconu (baterie)
- Alex Lambrino (chitară bas)

## Trenul de Noapte
Cyfer a intrat în trupa de blues Trenul de Noapte la scurt timp după ce aceasta a fost reformată de Marcian Petrescu. În octombrie 2007 au avut loc primele două concerte în componența de cvartet cu Cyfer la chitară. Dialogurile dintre muzicuța lui Marcian și chitara lui Cyfer au devenit una din atracțiile concertelor trupei, alături de textele haioase în limba română. În noiembrie 2007, Trenul de Noapte a efectuat un turneu național alături de Sugar Blue, considerat cel mai bun muzicuțist din lume, câștigător al premiului Grammy. Turneul a fost repetat un an mai târziu.
Trenul de Noapte a lansat primul album în formulă de cvintet la casa de discuri Soft Records în martie 2009. Materialul se intitulează Poveștile Bluesului și a fost înregistrat la sfârșitul lui 2008.
Cyfer a părăsit trupa Trenul de Noapte la începutul lui 2009 pentru a se dedica în totalitate trupei Cyfer's Sin.

## Tennessee Rhythm Devils
Muzicianul american Terry Lee Burns, originar din Tennessee, a început să concerteze împreună cu Cyfer în 2003 sub numele de Tennessee Rhythm Devils. Cei doi au înregistrat împreună albumul Falling Up, un amestec de southern rock și americana, după care au pornit într-un turneu național de promovare.

### Componență
- Terry Lee Burns (chitară bas, voce)
- Cyfer (chitară, voce, muzicuță, mandolină)

### Colaboratori
- Darius Neagu (baterie)
- Ovidiu Condrea (baterie)
- Gabor Pal (baterie)
- Alex Tomasseli (clape)
- Mike Vlahopol (chitară)

## Echipament
Cyfer folosește o chitară Fender Stratocaster USA din 1983, o chitară Danelectro Silvertone din 1960 pentru părțile de slide și un amplificator Fender Vibrosonic, modificat după specificațiile sale.
Chitara Danelectro Silvertone, construită acum 65 de ani, este cea mai veche chitară din România folosită live.
Cele două chitare folosesc diferite acordaje:
- Standard EADGBE;
- Drop D DADGBE;
- Open G DGDGBD;
- Open D DADF#AD;
- Open C CGCGCE.

## Discografie
Trenul de Noapte - Poveștile Bluesului (Soft Records) - 20 martie 2009 
1. Picioare Lungi Și Fustă Scurtă  	 4:04
2. Nu Vreau Să Mai Muncesc Degeaba  	5:22
3. La Incorporare  	6:13
4. Iubirea Ta E Ca Un Cancer  	12:22
5. Mahmur De Dimineață  	4:17
6. I’m Ready (WIillie Dixon)  	3:07
7. After Midnight (John W. Cale)   	5:55
8. Built For Comfort (Willie Dixon)  	4:36
9. Cold Cold Feeling (Jessie Mae Robinson)  	12:02
10. Too Tired (Saul Bihari/Maxwell Davis/Johnny "Guitar" Watson)  	5:24
11. Pe-un Drum Greșit  	3:39
12. Spui Că Femeia Ta-i Urâtă  	3:52